# Aldert van der Ziel
Aldert van der Ziel (Zandeweer, 12 december 1910 – Minneapolis, 20 januari 1991) was een Nederlands natuurkundige die onderzoek verrichtte naar elektronische ruis in materialen zoals halfgeleiders en metalen.

## Biografie
De in Zandeweer geboren Van der Ziel studeerde, na de HBS in Warffum, van 1928 tot 1933 natuurkunde aan de Rijksuniversiteit Groningen (RUG) onder hoogleraar Frits Zernike. Hij promoveerde in 1934 op een proefschrift over spectroscopie. Na zijn promotie trad hij in dienst van het Natuurkundig laboratorium van Philips in Eindhoven.
In 1947 emigreerde hij met zijn gezin naar Canada waar hij als universitair hoofddocent verbonden was aan de Universiteit van Brits-Columbia te Vancouver. Vanaf 1950 was hij hoogleraar aan de faculteit elektrotechniek van de Universiteit van Minnesota, waar hij aanbleef tot aan zijn pensionering in 1980. Daarnaast was hij van 1968 tot 1989 'graduate' onderzoekshoogleraar aan de Universiteit van Florida in Gainesville.

## Werk
Van der Ziel was een pionier in het wetenschappelijk onderzoek naar het fenomeen van ruis in verscheidene elektronische componenten. Zijn  onderzoek begon bij Philips waar hij initiatiefnemer was in ruisonderzoek van vacuümbuizen in een periode waarin maar een paar medewerkers het belang ervan inzagen.
Later breidde hij dit onderzoek uit naar halfgeleiders en metalen, materialen die in moderne elektronische componenten worden toegepast waaronder verschillende type transistoren.
Gedurende zijn hele wetenschappelijke carrière publiceerde hij 15 boeken en meer dan 500 wetenschappelijke artikelen over dit onderwerp.

## Onderscheiding
Het Institute of Electrical and Electronics Engineers (IEEE) heeft een onderscheiding naar hem vernoemd, namelijk de Aldert van der Ziel Award. Deze wordt tweejaarlijks uitgereikt op het International Semiconductor Device Research Symposium (ISDRS). Elektrotechnici die deze onderscheiding in ontvangst mochten nemen waren onder andere Lester Eastmann, Nobellaureaat Herbert Kroemer, Michael Shur, Margin H. White, James D. Plummer, Ben Streetman, Mark Lundstrom (2009) en Tsu-Jae King Liu.